# Coates (Cambridgeshire)
Coates is een civil parish in het Engelse graafschap Gloucestershire. Het dorp ligt in het district Cotswold en telt ca. 1150 inwoners.

## Trivia
- Een deel van de film Atonement (met o.a. Keira Knightley) werd in Coates gefilmd.
- Voormalig Arsenal-speler Tony Adams woont in Coates.